# Tõnis Mägi
Tõnis Mägi   (Tallinn, 18 de novembre de 1948) és un cantant, guitarrista, compositor i actor estonià. És un dels noms més influents i notables de la música rock estoniana dels últims 40 anys. Més recentment, és conegut per la seva activitat política en suport del Partit Popular Conservador d'Estònia, populista de dreta i nacional-conservador, així com per ser antivacunació pel Covid.

## Primers anys
Va créixer en una família de músics i es va interessar per la música durant la seva primera infància. Mentre assistia a la Tallinn 22on High School (ara Jakob Westholm Gymnasium) va començar a actuar com a solista del cor als primers cursos. Després d'aprendre a tocar la guitarra, Mägi va començar la seva carrera de músic com a guitarrista a les bandes escolars Juuniorid (1965) i Rütmikud (1966). Després de servir a l’exèrcit soviètic obligatori, es va convertir en el vocalista de Baltika. Més tard va cantar a les bandes Kärjed, Laine, Muusik Seif, 777 i Ultima Thule.

## Carrera
A les dècades de 1970 i 1980, Mägi va guanyar popularitat no només a Estònia, sinó a tota la Unió Soviètica. Una de les seves cançons més populars Olimpiada-80 (Олимпиада-80) es va convertir en un símbol dels Jocs Olímpics de Moscou de 1980. El 1987 va donar el seu últim concert a Rússia, després del qual va tornar a Estònia i es va centrar en la revolució del cant. Entre altres cançons patriòtiques de l'època, la cançó de Mägi Koit es va convertir en un símbol de llibertat.
Des de 1996 treballa al teatre Vanemuine de Tartu.

## Activitat política
El gener de 2007, Mägi es va convertir en membre del partit polític Partit Verd Estonià. Es va presentar com a candidat a les eleccions parlamentàries d'Estònia el 2007, rebent 1215 vots.
Des d'aleshores, Tõnis Mägi ha comunicat sentiments escèptics sobre la Unió Europea i les seves interpretacions sobre allò que és permès. També ha expressat el seu suport al Partit Popular Conservador d'Estònia, populista de dreta, nacional-conservador.

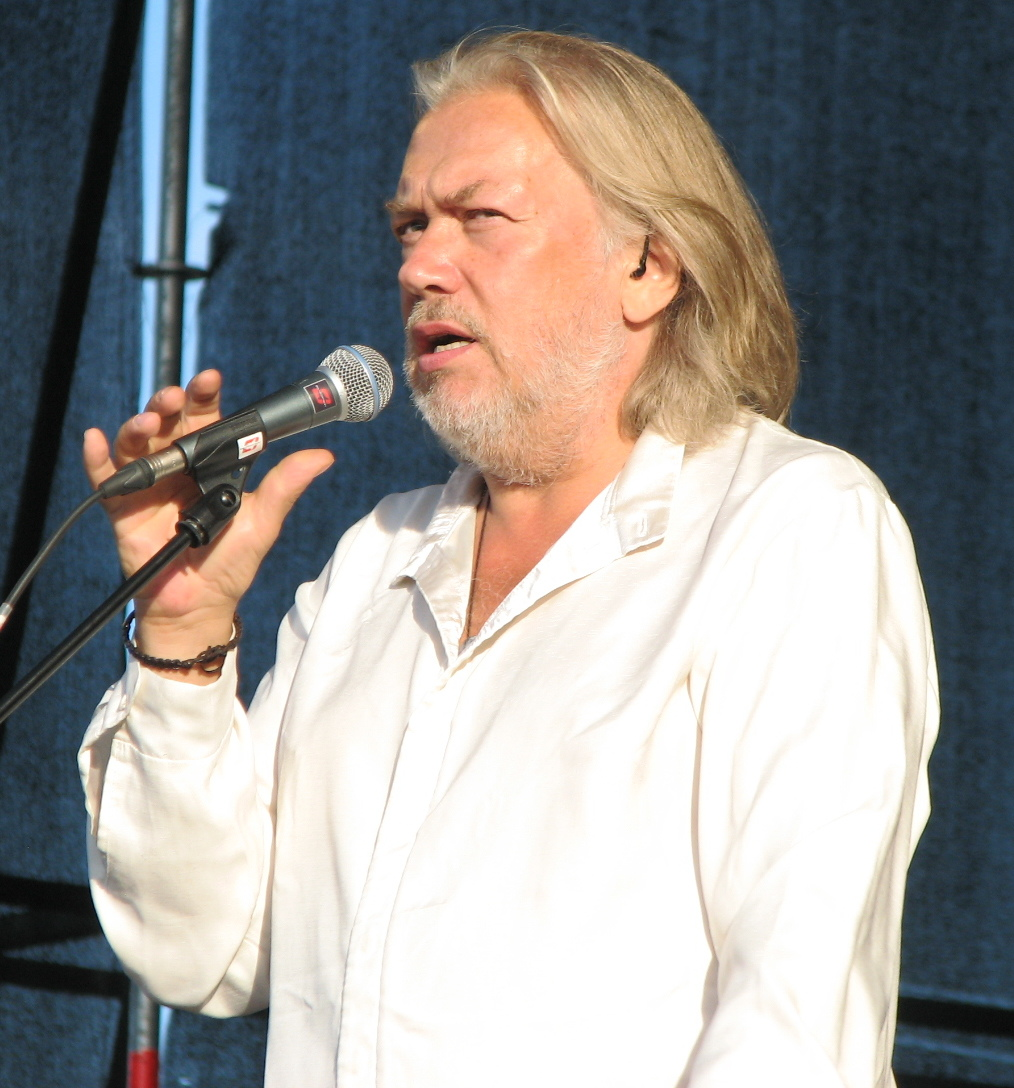
Mägi el 2011

Va actuar en un concert després de la marxa de torxes del Dia de la Independència, que va ser organitzada per la formació juvenil conservadora del Partit Popular Conservador d'Estònia anomenat Despertar blau. També va demanar l'elecció d'un membre del Partit Popular Conservador d'Estònia Henn Põlluaas a les eleccions presidencials de 2021 .
El 22 d'abril de 2017, Tõnis Mägi es va oposar a la línia ferroviària Rail Baltica que connectava els Estats Bàltics amb la resta del sistema de trànsit ferroviari europeu.
El 23 d'octubre de 2021, Tõnis Mägi va actuar a la plaça de la Llibertat de Tallinn durant una manifestació contra les mesures de Covid-19. En un vídeo emès abans d'això, va demanar la participació en la manifestació, citant la poesia de Leelo Tungal, que l'autor va desaprovar. També ha rebut crítiques a causa dels seus missatges sobre l'escepticisme de la vacuna. Tõnis Mägi també tenia previst assistir a la manifestació de primavera, però no va poder assistir.

## Honors
L'any 1999, el president d'Estònia va condecorar a Tõnis Mägi amb l’Ordre de classe IV de l'Estrella Blanca i el 2010 amb l’Ordre de classe III de l'escut nacional.

## Personal

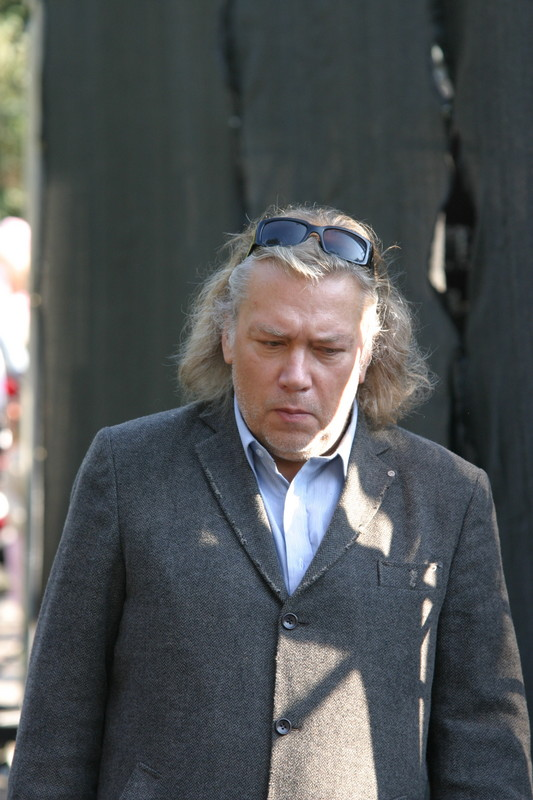
Tõnis Mägi al concert de suport Toomas Hendrik Ilves per President el 2006

Tõnis Mägi va conèixer la seva primera dona, Virve, quan encara era estudiant. El 1980, es va casar amb l'actriu i ballarina Laine Mihelson-Adamson amb qui té una filla, Liis-Katrin (nascuda el 1983). La parella es va divorciar el 1988. El mateix any va conèixer la seva tercera esposa, Piia, amb qui aviat va emigrar a Suècia. Després de la seva mort, Mägi va haver de criar sol la seva filla, Maarja (nascuda el 1992). Actualment, Tõnis Mägi està casat amb la cantant Kärt Johanson. Tenen dues filles: Liidia (nascuda el 1999) i Mirt (nascuda el 2004). La filla de Mägi del seu segon matrimoni, Liis-Katrin, està casada amb l'actor Märt Avandi.

## Discografia
- 1980 Олимпиада-80

- Детектив

- Я не умею танцевать

- Любимый мой дворик

- Вот возьму и уеду

- Секундомер

- Меняю

- Сердце не спит

- 1981 Tōnis Mägi i «Muusik Seif»

- 1983 Mäe Kaks Nōlva'

- 1990 Tõnis LP, ZEL 2019 Rockadillo Records

- 1993 Hüüdja hääl CD, Trio

- 1995 Liivakell CD, SaluMuusik Rec

- 1996 Las jääda kõik, mis hea 1 CD, ERC008 Eesti Radio: Jaak Joala, Ivo Linna

- 1996 Las jääda kõik, mis hea 2 CD, ERC009 Eesti Radio: Jaak Joala, Ivo Linna

- 1998 Kaunilt kaua CD, Tõnis Mägi

- 2000 Eesti Kullafond 2CD, HFCD024 Hitivabrik

- 2002 Pühendus DVD, Digibox OÜ

- 2003 Jäljed CD, ARM Music

- 2003 Siirius CD, ARM Music

- 2005 Vestlus Hermanniga CD, T. Mägi

- 2006 2teist CD, Sanofi Aventis

- 2008 KIIK & KIRIK CD, T. Mägi ja Politseiorkester

- 2011 Tarkus CD, Elwood Muusik OÜ